# Image Comics
Image Comics este o editură americană de benzi desenate. A fost fondată în 1992 de un grup de ilustratori care anterior au lucrat în mare parte pentru Marvel Comics. Scopul lor principal era de a-și publica materialul fără a renunța la drepturile de autor asupra personajelor create, o practică obișnuită la editurile mari americane. Proiectul a cunoscut succes imediat și Image Comics rămâne până în prezent una dintre cele mai mari edituri de benzi desenate din America de Nord. Printre cele mai populare serii se numără Spawn, The Savage Dragon, Witchblade, The Darkness, Invincible, The Walking Dead, Saga și Haunt.

## Amprente
Această listă include, de asemenea, studiouri și parteneri. Image consideră aceste studiouri drept companii de editură separate care operează în concert cu Image și fiecare studio ca fiind complet autonom față de Image Central.

### Prezente
- 12-Gauge Comics
- Arancia Studio
- Black Market Narrative
- Giant Generator
- Ghost Machine[5]
- Highbrow Entertainment
- Robert Kirkman, LLC
  - Skybound Entertainment
  - Skybound Games
    - Howyaknow, LLC
- Todd McFarlane Productions
  - McFarlane Toys
- Top Cow Productions
- Shadowline
- Skybound Entertainment
- Syzygy Publishing[6]

### Anterioare
- Devil's Due Publishing
- Dreamwave Productions
- Extreme Studios
- Gorilla Comics
- Millarworld
- WildStorm
  - America's Best Comics